# Рос, Эдмунд де, 10-й барон де Рос
Эдмунд де Рос (англ. Edmund de Ros; приблизительно 1455 — 23 октября 1508, Эльзинг, Мидлсекс, Королевство Англия) — английский аристократ, 10-й барон де Рос с 1485 года. Стал последним из рода де Росов.

## Биография
Эдмунд де Рос был единственным сыном Томаса де Роса, 9-го барона де Роса, и Филиппы Типтофт. Его отец, поддержавший в Войне Роз Ланкастеров, был казнён в 1464 году, а родовые владения и титул были конфискованы. Эдмунд жил в изгнании. Только в 1485 году, когда корону захватил Генрих VII Тюдор, де Рос смог вернуться на родину и был восстановлен в своих правах. 
В 1492 году муж одной из сестёр Эдмунда, сэр Томас Ловел, подал в парламент петицию, в которой говорилось, что барон «недостаточно благоразумен, чтобы руководить собой и своими средствами к существованию, а также не способен служить своему государю по долгу службы». Ловел попросил уполномочить его «руководить и управлять упомянутым Эдмундом» и всем его имуществом. Парламент это одобрил специальным актом. До своей смерти Эдмунд жил в унаследованном от матери поместье Эльзинг. Его тело похоронили в приходской церкви в Энфилде.
Де Рос не был женат и не оставил потомства. Его наследником стал племянник — сын Элеаноры де Рос Джордж Меннерс.